# Pidvolochysk
Pidvolochysk (ucraniano: Підволочи́ськ; polaco: Podwołoczyska; yidis: פּאָדוואָלאָטשיסק Podvolitchisk) es un asentamiento de tipo urbano de Ucrania, perteneciente al raión de Ternópil en la óblast de Ternópil.
En 2017, el asentamiento tenía una población de 7985 habitantes. Desde 2020 es sede de un municipio de unos dieciocho mil habitantes, que incluye veintidós pueblos como pedanías.
Se ubica en el límite con la óblast de Jmelnitski marcado por el río Zbruch, junto a la carretera E50 que une las ciudades de Ternópil y Jmelnitski. Al otro lado del río se ubica la ciudad de Volochysk, con la que forma una conurbación interregional.

## Historia
Tiene un origen común con la vecina ciudad de Volochysk, con la que en época medieval formaba un único asentamiento llamado "Wołoczyska". El actual Pidvolochysk se menciona en documentos como lugar habitado en 1463 y con su propio topónimo desde mediados del siglo XVIII. La separación de ambas localidades se hizo efectiva en la partición de 1772, cuando Pidvolochysk pasó a ser una localidad fronteriza del Imperio Habsburgo, mientras que Volochysk permaneció bajo control polaco-lituano hasta que en la partición de 1793 se integró en el Imperio ruso. En 1857, Pidvolochysk recibió el título de villa. A partir de 1871 se desarrolló notablemente como poblado ferroviario, al ubicarse aquí la estación fronteriza del ferrocarril de Leópolis a Kiev.
En 1920, Pidvolochysk pasó a formar parte de la Segunda República Polaca, a partir de ahora como un puesto fronterizo con la RSS de Ucrania. Por su ubicación, Pidvolochysk fue una de las primeras localidades ocupadas en 1939 por el Ejército Rojo, albergando el pueblo uno de los primeros mítines de Nikita Jrushchov. En 1940 fue clasificado como asentamiento de tipo urbano. En aquel momento, Pidvolochysk era un shtetl en el que más de la mitad de los habitantes eran judíos, siendo los polacos y ucranianos minorías; cuando los invasores alemanes ocuparon la zona entre 1941 y 1944, la mayoría de los judíos locales fueron enviados al campo de exterminio de Bełżec, donde en 1943 fueron asesinados. La Unión Soviética, que después de 1944 volvió a controlar ambas partes de la antigua frontera, repobló la zona como un área étnicamente ucraniana. Hasta 2020 fue la capital del raión de Pidvolochysk.